# Štvanice (Kobra 11, 6. řada)
Štvanice (v německém originále Hetzjagd) je první díl šesté řady německého akčního seriálu Kobra 11. Premiérově odvysílán byl 5. září 2002 na stanici RTL, v Česku 5. ledna 2003 na TV Nova.

## Obsazení
| Erdogan Atalay      | Semir Gerkhan     |
| René Steinke        | Tom Kranich       |
| Charlotte Schwab    | Anna Engelhardt   |
| Carina Wiese        | Andrea Schäfer    |
| Dietmar Huhn        | Horst Herzberger  |
| Gottfired Vollmer   | Dieter Bonrath    |
| Markus Eberhard     | Kai-Uwe Schröder  |
| Astrid M. Fünderich | Lea van Kerkhoven |